# Racova
Racova est une commune roumaine située dans le județ de Bacău.